# Pratt & Whitney PW6000
Pratt & Whitney PW6000 ist der Name eines Turbofantriebwerks mit hohem Nebenstromverhältnis für den Airbus A318 mit einem Schubbereich bis zu etwa 106 kN bzw. 24.000 lbf.
Pratt & Whitney entwickelte das Triebwerk mit dem Ziel möglichst niedriger Wartungs- und Kraftstoffkosten. Die ersten Tests zeigten jedoch, dass der fünfstufige Hochdruckverdichter die Zielvorgaben nicht erreichen konnte. Darauf versuchte man, den sechsstufigen Verdichter der MTU Aero Engines zu verwenden. Dieser Verdichter war bereits im Jahr 2002 mit dem Innovationspreis der deutschen Wirtschaft ausgezeichnet worden. Nachdem diese Integration erfolgreich verlaufen war, konnten die Zusagen an die künftigen Betreiber eingehalten werden und das Triebwerk in Produktion gehen. Durch diesen Beitrag konnte die MTU Aero Engines den Gesamtanteil am PW6000 auf 18 % als Risk-Sharing-Partner deutlich erhöhen, und erstmals in ihrer Geschichte fertigt die MTU für ein Triebwerk das gesamte Subsystem Niederdruckturbine sowie den Hochdruckverdichter.
Die Endmontage dieses Triebwerks war – erstmals in der Geschichte von Pratt & Whitney – nicht in den USA, sondern beim Kooperationspartner MTU Aero Engines an dessen Wartungsstandort in Langenhagen angesiedelt.
Der Flugbetrieb des A318 mit dem PW6000 als Antrieb wurde im Sommer 2019 eingestellt.

## Versionen
Zurzeit werden zwei Versionen angeboten:
- PW6122A mit 98,3 kN Schub (die aktuelle Version für den Airbus 318)
- PW6124A mit 105,9 kN Schub

## Technische Daten
| Kenngröße                              | PW6122          | PW6124          |
| -------------------------------------- | --------------- | --------------- |
| Art des Verdichters                    | Axial-Fan       | Axial-Fan       |
| Art der Turbine                        | Axial           | Axial           |
| Art der Brennkammern                   | Ringbrennkammer | Ringbrennkammer |
| Anzahl der Fan-Stufen                  | 1               | 1               |
| Anzahl der Niederdruckverdichterstufen | 4               | 4               |
| Anzahl der Hochdruckverdichterstufen   | 6               | 6               |
| Anzahl der Hochdruckturbinenstufen     | 1               | 1               |
| Anzahl der Niederdruckturbinenstufen   | 3               | 3               |
| Wellenanzahl                           | 2               | 2               |
| Triebwerkslänge                        | 2749 mm         | 2749 mm         |
| Triebwerksdurchmesser                  | 1485 mm         | 1485 mm         |
| Trockengewicht                         | 2449 kg         | 2449 kg         |
| Schub                                  | 98,3 kN         | 105,9 kN        |
| Nebenstromverhältnis                   | 5,0:1           | 4,8:1           |
| Gesamtdruckverhältnis                  | 26,1:1          | 28,2:1          |
| Luftdurchsatz                          | ca. 295 kg/s    | ca. 295 kg/s    |
| Kraftstoffverbrauch                    | ca. 1,4 kg/s    | ca. 1,4 kg/s    |
| Drehzahl N1                            | max. 6.350/min  | max. 6.350/min  |
| Drehzahl N2                            | max. 18.850/min | max. 18.850/min |